# Dobrosławice (przystanek kolejowy)
Dobrosławice – dawny wąskotorowy przystanek osobowy w Dobrosławicach, w gminie Żmigród, w powiecie trzebnickim, w województwie dolnośląskim, w Polsce. Został otwarty w 1895 roku. Zamknięty został w 1991 roku.